# 자글리아인스역
자글리아인스역(Sagliains)은 스위스 자글리아인스에 있는 베버-스쿠올-타라스프 철도의 연결역이다. 그것은 하부 엥가딘의 수쉬와 라빈의 마을과 역 사이의 자글리아인스 계곡 출구에서 해발 1,432m의 128.67km에 위치해 있다. 그것은 페라이나 터널 건설 중에 제거된 재료 위에 지어졌다. 자글리아인스역은 1999년 11월 22일 페라이나 터널과 함께 예정된 교통에 개방되었다.
자글리아인스역의 주요 사업은 클로스터스 젤프란가까지 운행하는 페라이나 자동차 셔틀 열차의 운영이다. 차량 적재 스테이션에는 계곡 경사를 따라 뻗어 있는 적재 램프 옆에 2개의 적재 트랙이 있다. 자동차 터널과 지붕이 있는 갤러리를 통해 주요 도로와 직접 연결되어 있으며, 특히 대기 중인 도로 차량에 서비스를 제공하고 출납원 사무실이 있다. 셀프 서비스 키오스크가 있는 서비스 건물도 있다. 자동차 운송 외에도 자글리아인스역은 스쿠올-타라스프-폰트레시나 지역 서비스와 스쿠올-타라스프-란트콰르트-쿠어-디젠티스 지역 특급 서비스 사이의 환승역으로도 사용된다.
환승역으로 외부에서 접근할 수 없는 섬승강장만 있다. 따라서 이 역은 열차를 갈아타는 것 외에는 승하차하는 것이 일반적으로 불가능하다.

## 운행편
다음 서비스는 자글리아인스에서 정차한다.
- 레기오익스프레스 : 디젠티스/무쉬테와 스쿠올-타라스프 사이를 매시간 운행.
- 레기오 : 폰트레시나와 스쿠올-타라스프 사이를 매시간 운행.
- 자동차 셔틀 : 클로스터스 셀프랑가(클로스터스 젤프란가)까지 30분 간격으로 운행.

## 갤러리

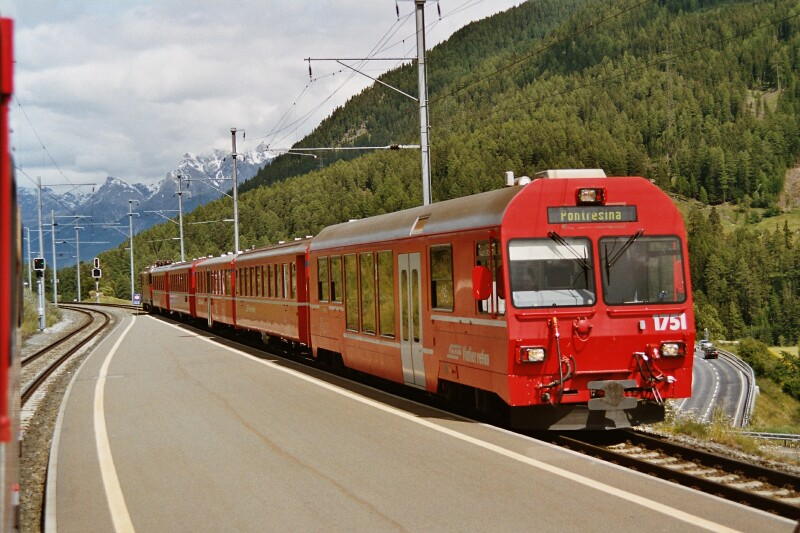
자글리아인스역으로 들어가는 기차
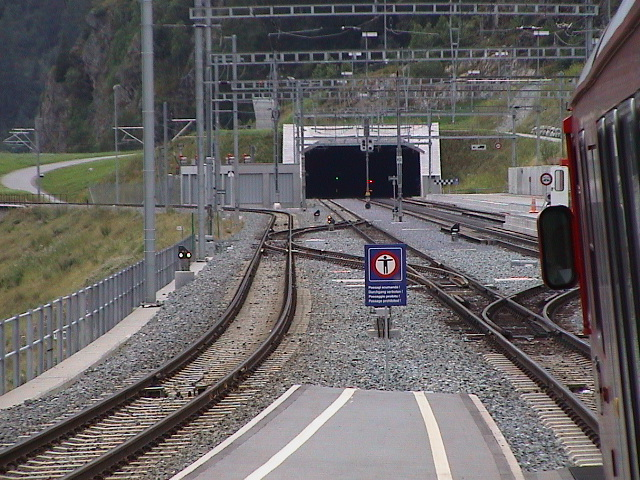
자글리아인스에서 페라이나 터널 진입 입구